# Алессандро Поеріо
Алессандро Поеріо (італ. Alessandro Poerio, 27 серпня 1802 року, Неаполь - 3 листопада 1848 року, Венеція) - італійський поет, патріот, учасник Рісорджименто

## Біографія
Алессандро Поеріо народився 27 серпня 1802 року в Неаполі. Син італійського політичного діяча Джузеппе Поеріо, брат політика та адвоката Карло Поеріо.
Початкову освіту отримав у Доменіко Сімеоне Оліва, поета при дворі Неаполітанського королівства, наставника синів Йоахіма Мюрата.
У 1820 році брав участь у битві неаполітанців проти австрійців біля Рієті, після чого змушений був емігрувати з Італії. З 1823 жив у Німеччині (де познайомився з Гете), протягом 1830-1835 років жив у Парижі.
У 1848 році під час австро-італійської війни брав участь в обороні Венеції під керівництвом Даніелє Маніна і Ніколо Томмазео (з яким перебував у дружніх відносинах). 27 жовтня під час сутички з австрійцями поблизу Местре був серйозно поранений. Доставлений в госпіталь у Венеції, де йому була ампутована нога. Але його стан погіршувався, і 3 листопада Алессандро Поеріо помер. Посмертно йому, простому солдату, було присвоєне звання капітана.

## Вшанування
На честь Алессандро Поеріо названа вулиця в Местре, яка знаходиться неподалік місця його поранення.
Також на честь Алессандро Поеріо був названий есмінець однойменного типу.